# Bourbonhervormingen
De Bourbonhervormingen waren een serie maatregelen genomen door de Spaanse kroon in de 18e eeuw (onder het Huis Bourbon) om de politieke en economische controle over Spanje en zijn koloniën te vergroten.

## Filips V van Spanje
Na de overname van de Spaanse kroon door de Bourbons, na de Spaanse Successieoorlog (1701-1713), werd bepaald in de Vrede van Utrecht (1713), dat Spanje het grootste deel van zijn Europese bezittingen moest overdragen aan Oostenrijk. Nieuw-Spanje bleef een integraal deel van het koninkrijk, met die voorwaarde dat Groot-Brittannië, gedurende dertig jaar, recht kreeg op het Asiento of de toelating op Spaans-Amerika te handelen (inclusief de slavenhandel). Filips V vergrootte de macht van het leger en hervormde de structuur van het land. In 1717 richtte hij het Onderkoninkrijk Nieuw-Granada op. Het belangrijkste doel was de macht te herwinnen, die de koningen van het Huis Habsburg hadden gedelegeerd naar organisaties als de Rooms-Katholieke Kerk en de criollos. Met de Bourbonhervormingen poogden de Spaanse koningen dus de entiteiten, die andere belangen dan die van de kroon verdedigden, te elimineren. Men slaagde er echter niet in de hervormingen succesvol door te voeren in de koloniën, die slechts als bron van edelmetaal werden gezien.

## Karel III van Spanje
Het mislukken van de hervormingen werd duidelijk toen Spanje onder Karel III de Zevenjarige oorlog tegen Groot-Brittannië (1756-1763) verloor. De adviseurs van de koningen stelden hierna meer gedetailleerde verslagen over de koloniën op, en maakten duidelijk hier meer op te letten. De nieuwe golf van hervormingen omvatte grotere exploitatie van de hulpbronnen in de koloniën, verhoogde belastingen, het aanleggen van wegen en havens en het vestigen van enkele staatsmonopolies. De koloniale zaken werden geconcentreerd bij één ministerie en de macht in de koloniën werd nog meer bij Spaanse in plaats van Spaans-Amerikaanse bestuurders gelegd. Het enorme Onderkoninkrijk Peru werd gesplitst in drie stukken, waardoor de onderkoninkrijken Nieuw-Granada en Río de la Plata ontstonden. Een van de zichtbaarste effecten was het verjagen van de jezuïeten uit de koloniën.